# سرود رسمی لیگ قهرمانان اروپا
سرود رسمی لیگ قهرمانان اروپا که رسماً به صورت ساده شده تحت عنوان لیگ قهرمانان نامیده می‌شود، سرود رسمی لیگ قهرمانان اروپا است که توسط تونی بریتن آهنگساز بریتانیایی در سال ۱۹۹۲ میلادی نوشته شد.

## ترکیب بندی
در سال ۱۹۹۲ میلادی، یوفا به تونی بریتن مأموریت تنظیم یک سرود را برای لیگ قهرمانان اروپا که در اوت ۱۹۹۲ شروع شد، داد. او یک قطعه جدی کلاسیک، مشابه سبک برخی از کاری‌های جرج فردریک هندل، نوشت. این ترکیب بندی شدیداً تحت تأثیر «قطعه زادوک» کشیش اثر فردریک هندل است. تونی بریتن بیان می‌دارد که «یک فاز ابتدایی در این قطعه وجود دارد که من از به عاریه گرفته‌ام و بعد از آن من آوای خودم را نوشتم. این اثر حسی بسیار نزدیک به هندل دارد اما من ترجیح می‌دهم اینطور فکر کنم که این قطعه یک تقلید صرف نیست» برای نسخه‌ای که در برنامه‌های تلویزیونی پخش مسابقات لیگ قهرمانان اروپا استفاده می‌شود، این قطعه توسط ارکستر سلطنتی فیلارمونیک لندن و آواز جمعی آکادمی سنت مارتین، اجرا شده است. قسمت آواز جمعی این آهنگ به سه زبان انگلیسی، فرانسوی و آلمانی است.

## موارد استفاده

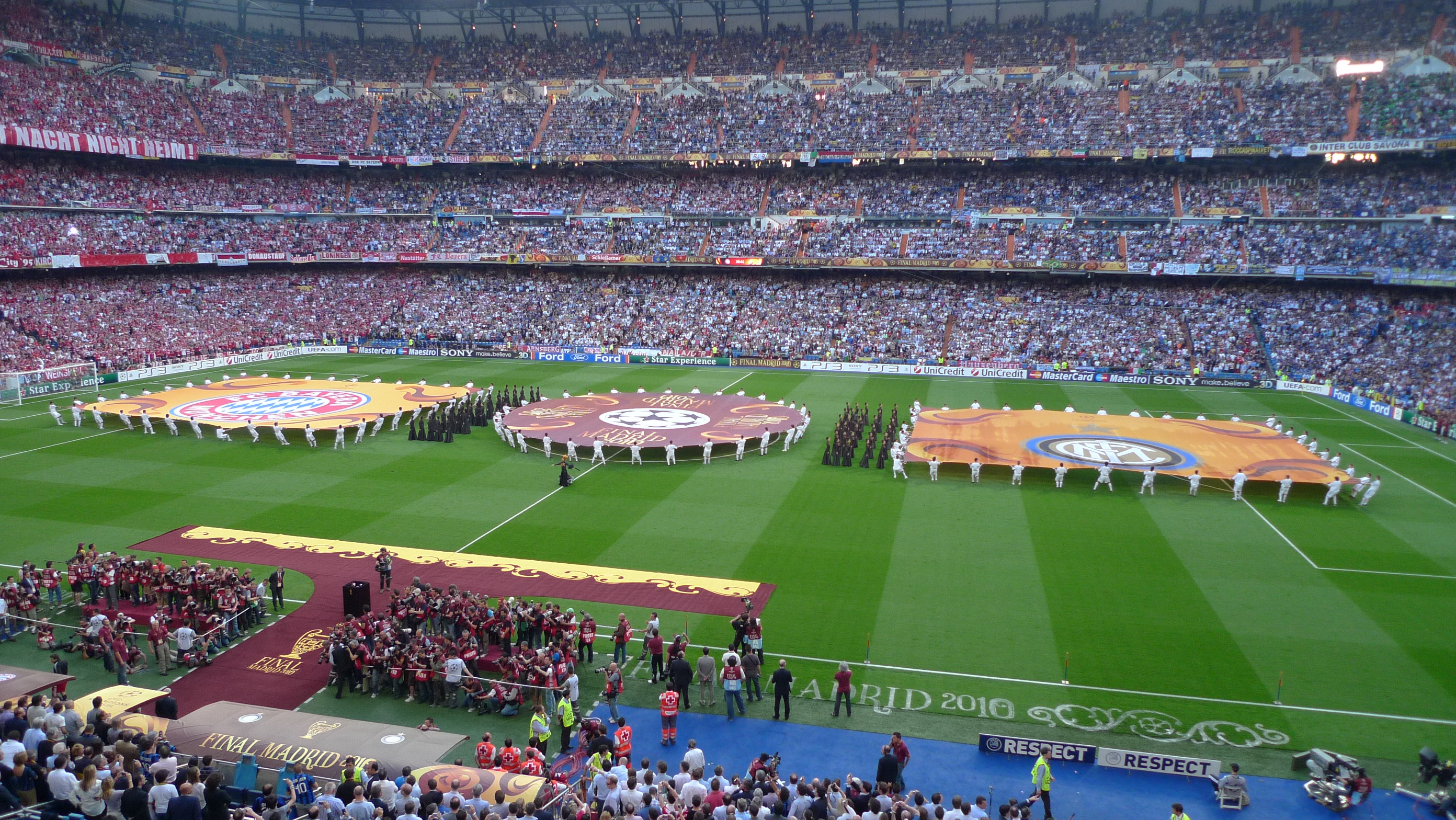
پخش شدن سرود لیگ قهرمانان از خوان دیه‌گو فلورز

آواز جمعی این سرود قبل از هر مسابقه لیگ قهرمانان اروپا اجرا پخش می‌شود، همچنین پیش از پخش مسابقه از تلویزیون و پس از آن نیز پخش می‌شود. نسخه‌های ویژه آوازی در فینال لیگ قهرمانان اروپا به صورت زنده به زبان‌های دیگر اجرا شده است، که قسمت آواز جمعی آن متناسب با زبان کشور میزبان بازی تغییر کرده است. نسخه‌هایی از قبیل: آندریا بوچلی (ایتالیایی) (فینال لیگ قهرمانان اروپا ۲۰۰۹، فینال لیگ قهرمانان اروپا ۲۰۱۶، فینال لیگ قهرمانان اروپا ۲۰۱۷)، خوان دیه‌گو فلورز (اسپانیایی) (فینال لیگ قهرمانان اروپا ۲۰۱۰)، آل انجلز (فینال لیگ قهرمانان اروپا ۲۰۱۱)، جوناس کافمن و دیوید گرت(فینال لیگ قهرمانان اروپا ۲۰۱۲)، ماریزا (فینال لیگ قهرمانان اروپا ۲۰۱۴، برخلاف دیگر اجراهای مخصوص مسابقه فینال، ماریزا نسخه اصلی این قطعه را اجرا کرد)، و نینا ماریا فیشر و مانوئل گومز رویز (فینال لیگ قهرمانان اروپا ۲۰۱۵) در فینال لیگ قهرمانان اروپا ۲۰۱۳، آواز دسته جمعه دو بار پخش شد.
نسخه کامل سرود حدوداً ۳ دقیقه درازا دارد، و دو قسمت کوتاه نظم و آواز دسته جمعی را شامل می‌شود. این سرود به صورت تجاری و نسخه اصلی آن در آی‌تیونز و اسپاتیفای تحت عنوان «دستمایه لیگ قهرمانان اروپا» انتشار یافت. همچنین آواز دسته جمعی آکادمی سنت مارتین نیز در آلبوم سال ۲۰۰۲ «سرودهای فوتبال جهان» در قطعه «زادوک کشیش» شنیده می‌شود.